# 冯燊均
冯燊均（1932年—2019年10月2日），香港实业家，冯燊均国学基金会主席，香港浸会大学荣誉院士。

## 人物生平
冯燊均于1932年出生于香港，香港沦陷后举家迁至广州。青年时代曾留学英国。
2008年，冯燊均和夫人鲍俊萍成立非营利慈善机构“冯燊均国学基金会”。2015年，冯燊均先生捐款支持香港中文大学文学院国学中心的成立和首五年的运作。2018年6月6日，冯燊均“大成国学”基金项目捐赠仪式在人民大会堂举行。
2019年10月2日，冯燊均在香港逝世，享年87岁。

## 人物纪录片
2019年6月13日发现之旅频道《纪录东方》栏目播出纪录片《中华骄子·冯燊均—家国之道》  